# Dömös
Dömös ist eine ungarische Gemeinde im Kreis Esztergom im Komitat Komárom-Esztergom.

## Geografische Lage
Dömös liegt 13 Kilometer südöstlich der Kreisstadt Esztergom am rechten Ufer der Donau. Durch den Ort fließt der Dömösi-Malom-patak, der in die Donau mündet. Nachbargemeinden sind Pilismarót und Visegrád.

## Sehenswürdigkeiten
- Denkmal für die Polen in Dömös (Mariendenkmal), errichtet 1940
- Ferenc-Csik-Büste, erschaffen 1936 von János Pásztor
- Klosterruine
- Kornél-Zelovich-Gedenktafel, erschaffen 1979 von Ferenc Csúcs
- Kopfbüste Kucsmás fej, erschaffen 1976 von István Martsa
- Nepomuki-Szent-János-Statue, erschaffen 1777
- Reformierte Kirche, erbaut in der zweiten Hälfte des 19. Jahrhunderts
- Römisch-katholische Kirche Szent István király, fertiggestellt 1743.  renoviert 1964 (außen) und 1974 (innen)
- Szent-István-Statue, erschaffen von László Chromy

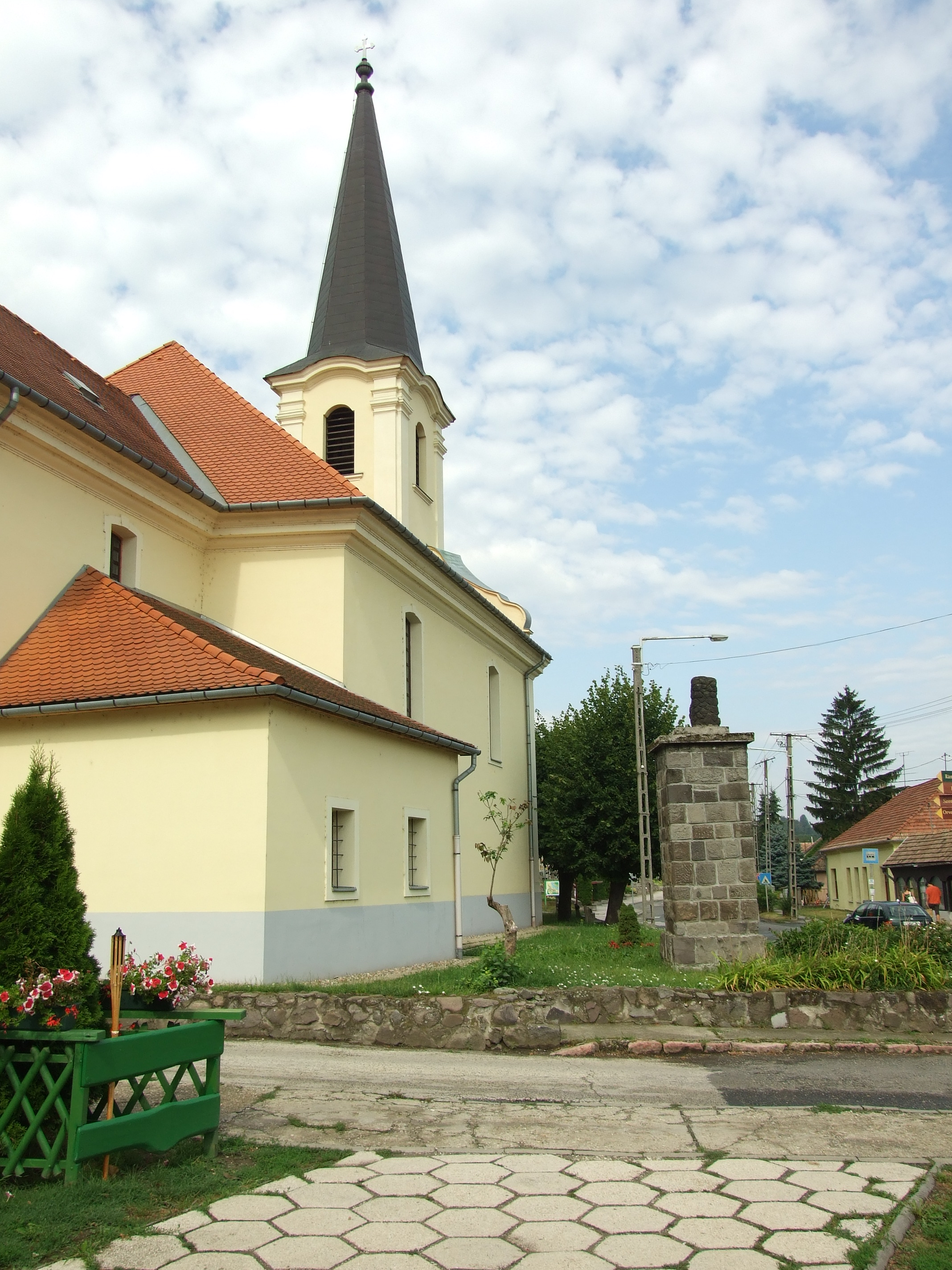
Römisch-katholische Kirche Szent István király
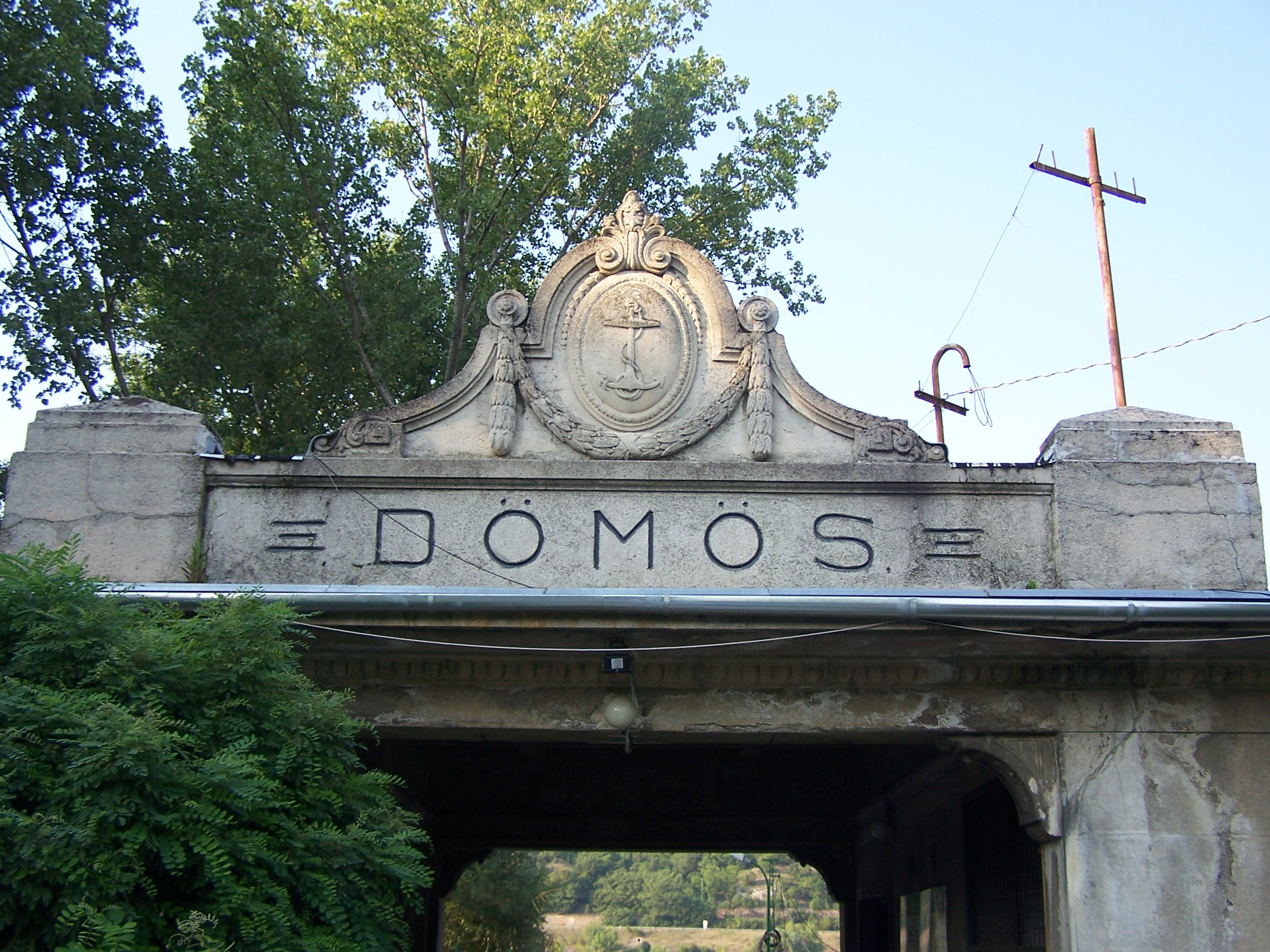
Schiffsanlegestelle
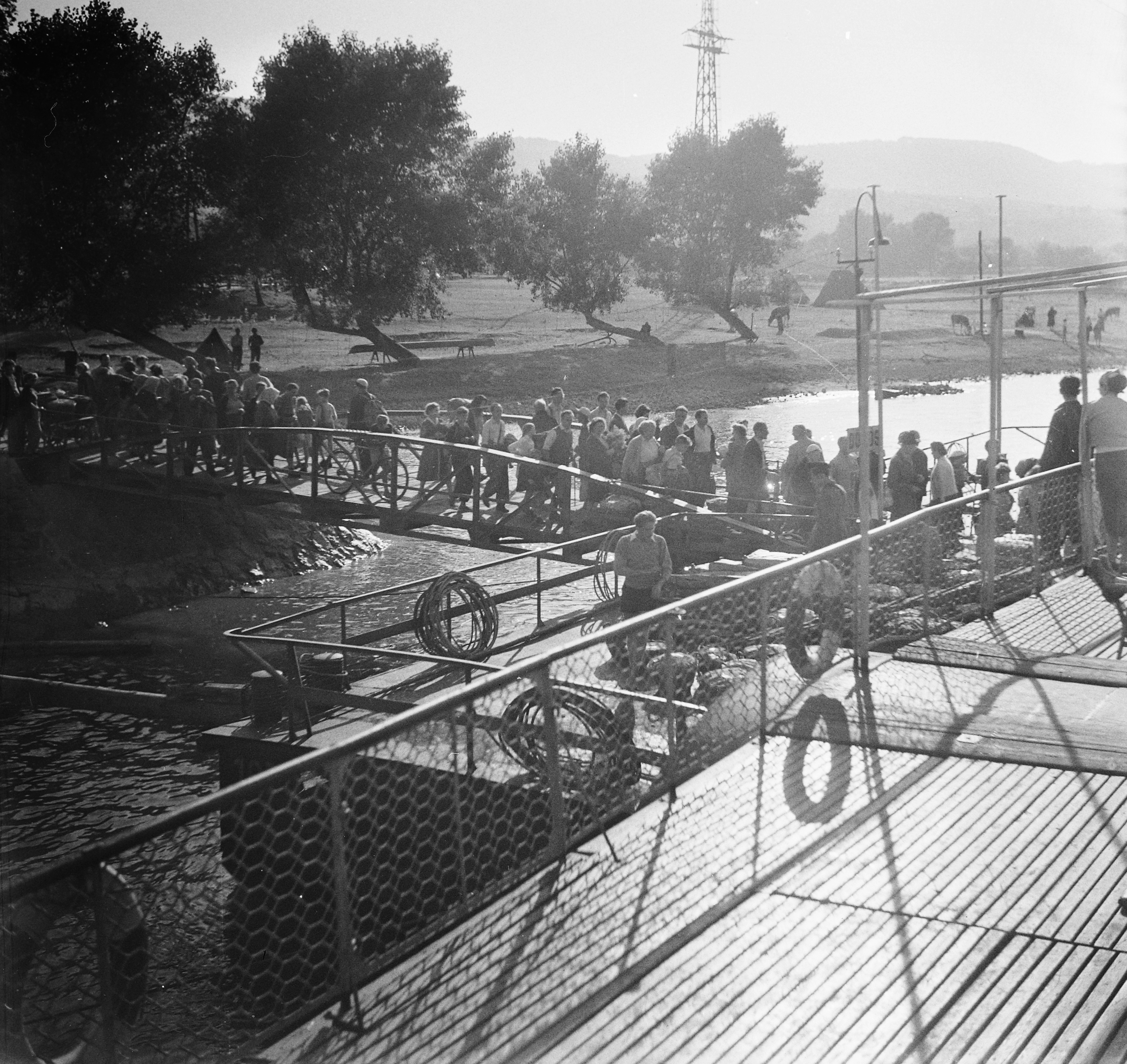
Brücke zur Schiffsanlegestelle (1955)
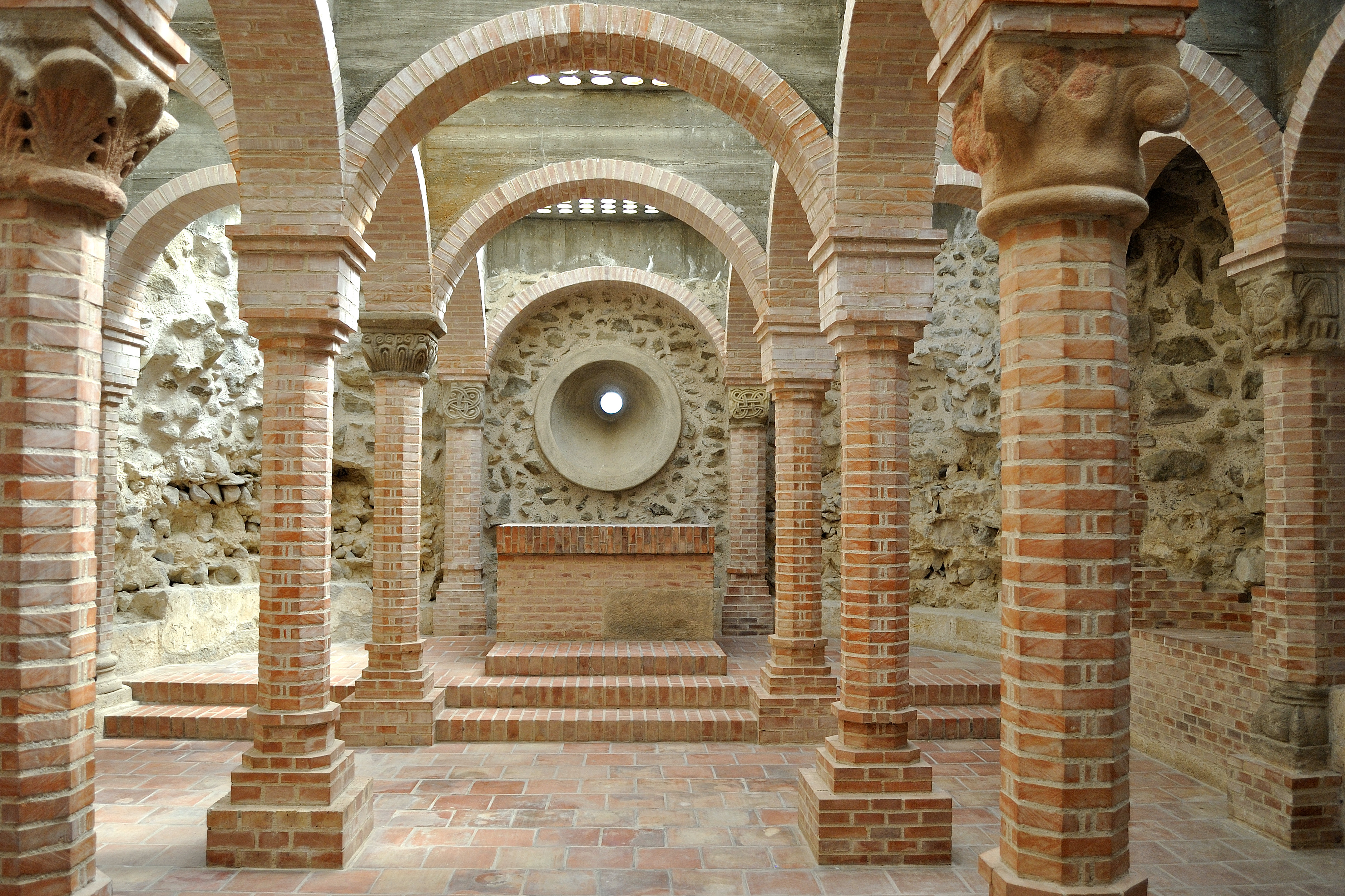
Im Inneren der Klosterruine
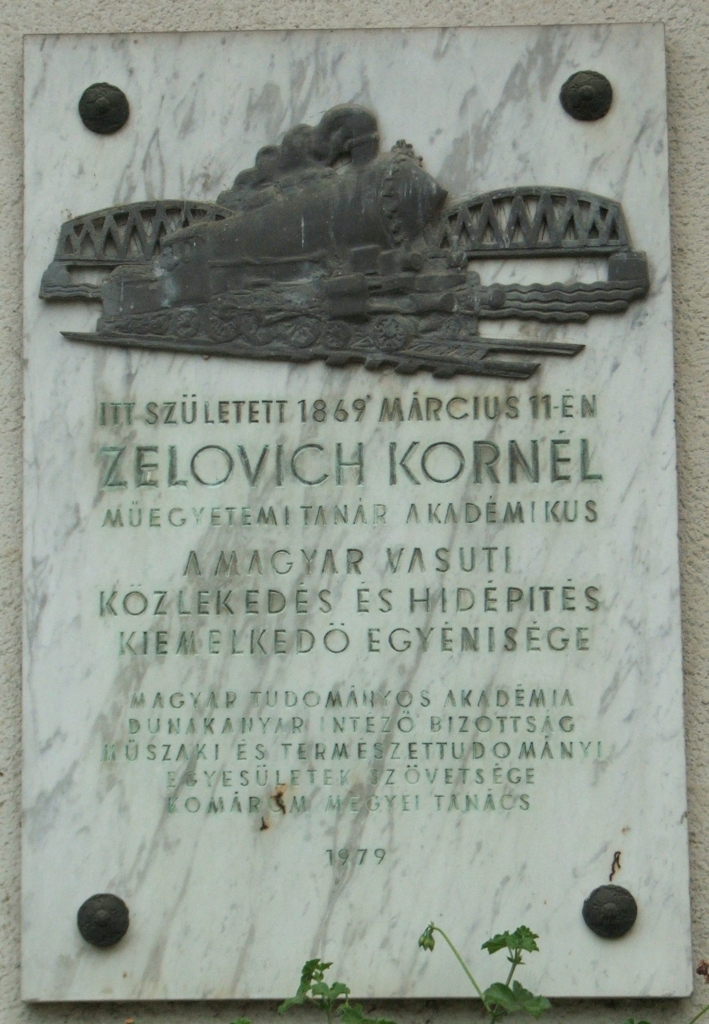
Kornél-Zelovich-Gedenktafel

## Verkehr
Durch Dömös verläuft die Hauptstraße Nr. 11. Es bestehen Busverbindungen über Pilismarót nach Esztergom sowie über Visegrád und Szentendre nach Budapest. Weiterhin gibt es eine Fährverbindung zur gegenüberliegenden Seite der Donau, wo sich die Eisenbahnhaltestelle Dömösi átkelés befindet, die an der Strecke vom Budapester Westbahnhof nach Szob liegt, jedoch seit Juni 2021 nicht bedient wird. Der nächstgelegene Bahnhof auf der diesseitigen Donauseite befindet sich in Esztergom. Zeitweise bestehen  Schiffsverbindungen nach Nagymaros, Visegrád und Zebegény.